# Иркутский скоростной трамвай
Идея появления «Большого Иркутска» и скоростного трамвая в нём принадлежала губернатору Иркутской области Александру Тишанину. Впервые она была высказана в 2006 году на проводившемся в те годы Байкальском экономическом форуме.

## История
Генеральным планом развития города Иркутска, утверждённом в 2007, году предполагалось появление скоростного внеуличного рельсового вида общественного транспорта — скоростного трамвая или легкого метро. В связи с переносом строительства нового иркутского аэропорта на неопределённый срок осуществление проекта скоростного трамвая является крайне маловероятным.

## Проекты

### Генеральный план 2007 года
Проектом предлагалась следующая схема скоростного транспорта:
— от  Ангарска вдоль Транссиба до станции Иркутск-Сортировочный, далее с выходом на перспективный мостовой переход через  Ангару, по окружной магистрали Октябрьского округа с выходом на Байкальский тракт с возможностью достройки до Листвянки;
— от станции Иркутск-Сортировочный вдоль обходной дороги Восточно-Сибирской железнодорожной магистрали с выходами на перспективный аэропорт и в город Шелехов.

### Проекты Иркутскгипродорнии
В 2008 году Иркутскгипродорнии по заказу Фонда регионального развития Иркутской области разработал три варианта трассы скоростного трамвая по маршруту Иркутск — Ангарск:
- Трамвай идет по путям Восточно-Сибирской железной дороги по присыпной двупутной линии от Ангарска до станции Горка, затем по существующим железнодорожным путям. Дорога начинается на ангарском вокзале, заканчивается на иркутском и занимает 36 минут. Протяженность трассы — 40 км. Средняя скорость движения — 67 км/ч.
- Трамвай от Ангарска до Вересовки использует новые присыпные пути и инфраструктуру ВСЖД. Далее трамвай движется по новому транспортному коридору, вдоль существующей железнодорожной ветки до трассы Р255 (бывшая М53). Затем вдоль федеральной трасс ул. Трактовая. Далее трасса скоростного трамвая вливается в городскую трамвайную систему, предусмотренную генпланом 2007 года на ул. Трактовая и Джамбула. Конечная станция — железнодорожный вокзал Иркутск-Пассажирский. Протяженность трассы — 44 км. Средняя скорость — 82 км/ч. Время в пути — 32 минут.
- Отправка трамвая производится из центра Ангарска. Путь проходит вдоль автомобильной дороги Р255, а в Иркутске по Кировскому полуострову в район «Маратовской» развязки. Конечная станция — Автовокзал. Длина трассы — 45,6 км, скорость — 81 км/ч, время в пути — 47 минут. Данная линия считалась первоочередной, затем планировалось строительство линии Иркутск-Шелехов.

Предварительная оценка стоимости строительства — 9 млрд рублей. Первоначально планировалось закончить проектирование и начать строительство к 2012 году. На трассе планировалось организовать промежуточную остановку в Мегете.

### Изменения в генеральный план 2011 года
Внесены изменения, связанные с переводом проектируемого аэропорта Иркутск-Новый из пади Ключевая на площадку Поздняково. Убрана ветвь в Шелехов.